# 세르비아 축구 협회
세르비아 축구 협회(Фудбалски савез Србије, ФСС / Fudbalski savez Srbije, FSS)는 세르비아의 축구 협회로 세르비아 축구 국가대표팀 등 세르비아의 각 축구 대표팀과 1•2부 프로 리그를 관장하고 있다.
FSS는 1919년 자그레브에서 설립된 유고슬라비아 축구 협회의 일부였으며, 2003년 세르비아 몬테네그로의 축구 협회로 새로 설립되었다. 2006년 몬테네그로와 세르비아가 분리되면서 현재의 축구 협회가 되었다.